# Belanova
Belanova es un grupo de electro pop y synth pop mexicano, originario de Guadalajara, México. Está integrado por Denisse Guerrero (voz), Édgar Huerta (teclado) y Ricardo Arreola (bajo). Aunque estos son los únicos tres miembros oficiales, varios otros músicos actuaron en la formación en vivo, especialmente Israel Ulloa (batería) y Richo Acosta (guitarra).
Belanova se formó en el año 2000 y para el año 2002, firmaron con la discográfica Virus Récords, propiedad de Universal Music. Considerados como una banda de pop muy popular en México a mediados de los años dos mil. Además, se presentaron en varios países de Latinoamérica, así como en España y los Estados Unidos. Fueron premiados al Latin Grammy a mejor álbum pop dúo por Fantasía pop en 2008.
El nombre de la banda surgió por la recomendación de un amigo, quien comentó que Belafunk podría ser su nombre. Aunque la banda solo usó la primera mitad de esa sugerencia Bela, que significa bello en italiano. Más tarde, adoptaron la palabra nova, la cual hace alusión a una supernova que es el momento donde brilla con más intensidad una estrella debido a su muerte. Y de esta manera, surgió Bellanova, que significa literalmente «bella estrella». Con un nombre establecido, comenzaron a tocar en algunos bares de Guadalajara. Sin embargo, la gente pronunciaba la doble L en su nombre, por lo que decidieron quitar una y quedar simplemente como Belanova.
Cuentan con seis álbumes de estudio: Cocktail (2003), Dulce beat (2005), Fantasía pop (2007), Sueño electro I (2010), Sueño electro II (2011) y Viaje al centro del corazón (2018). A lo largo de su carrera han logrado reconocimiento en diferentes países con sencillos como: «Baila mi corazón», «Cada que...», «Eres tú», «Mariposas», «Me pregunto», «Nada de más», «Niño», «No me voy a morir», «One, two, three, go!», «Paso el tiempo», «Por ti», «Hasta el final», «Rosa pastel», «Suele pasar», «Tus ojos», «Cásate conmigo», o «Aun así te vas».
En 2011, la banda fue elegida para promover los Juegos Panamericanos de 2011. Con el gran éxito en Guadalajara, Belanova firmó un contrato deportivo internacional, y fueron invitados a representar a América en los Juegos Olímpicos de verano de 2012 en Londres (Inglaterra), con la canción promocional «Siente el movimiento», en alianza con Coca-Cola, y fue un gran éxito en los países hispanos que les garantizó el reconocimiento Billboard como Mejor Campaña de Televisión en América Latina en 2012. Con el lanzamiento de Fantasía pop, vendieron digitalmente 5 veces más que sus álbumes físicos y establecieron el récord del álbum mexicano más vendido en la historia digital, luego del lanzamiento de la versión Belanova para celular Sony Ericsson W580, la banda alcanzó el récord del ringtone digital más vendido en México con «Baila mi corazón». Cuando se lanzó el último sencillo de Fantasía pop, para Universal Music, se estaba estableciendo un nuevo récord: la mayor cantidad de canciones que alcanzaron el número 1 de forma consecutiva en las listas de México, más los sencillos de Dulce beat y Fantasía pop juntos; este récord iguala al de artistas como Michael Jackson y Katy Perry en el Billboard Hot 100 en su país de origen, Estados Unidos. En 2013, en sociedad con Pepsi, se lanzó el álbum Canciones para la luna - Sinfónico en vivo; este es un disco en directo que mezcla el electro-pop de Belanova con la orquesta sinfónica. El disco obtuvo la certificación Platino.

## Historia

### 2000–2004: Primeros años yCocktail

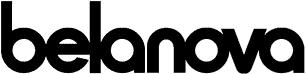
Logo de la banda.

Denisse Guerrero descubrió la música a temprana edad y decidió perseguir sus objetivos estudiándola. Luego de estudiar diseño de modas en la Universidad Autónoma de Guadalajara (UAG), conoció a Edgar Huerta, quien estudiaba ciencias de la comunicación. En este momento, Edgar tenía un proyecto musical que le muestra a Denisse. Edgar conoció a Ricardo Arreola quien lo convenció de asumir el proyecto. Grabaron una demostración de tres pistas que enviaron a varios sellos sin recibir respuesta. El demo incluyó temas como «Tú» (conocido como La Muralla), I Wasn't y Aun así te vas. Lograron obtener un contrato, para poder grabar su primer disco producido por Alex Midi Ortega (integrante de Moenia), con el sello independiente Virus Records. El sello también fue responsable de producir su álbum debut (posteriormente abortado), Fase. 
Los tres miembros de la banda tenían pasión por la música desde la infancia. Richie, de Guadalajara, desarrolló su interés en la música a partir de una admiración por el miembro de The Beatles, Paul McCartney cuando era niño. Edgar, también de Guadalajara, se interesó por primera vez en la música cuando su hermano recibió un pequeño teclado como regalo de Navidad, mostrando poco interés en él, por lo que Edgar simplemente comenzó a tocarlo un día. Denisse, originaria de Los Mochis, Sinaloa, disfrutaba cantar desde que era una niña, y anteriormente fue miembro de una banda llamada 40 Grados. El trío se conoció en Guadalajara en un bar donde trabajaban Edgar y Denisse.
Su primer álbum se tituló Cocktail y fue lanzado en 2003. El primer sencillo del álbum fue «Tus Ojos», que ganó popularidad debido a su inclusión en una campaña publicitaria de Mitsubishi, justo después de la llegada del fabricante de automóviles japonés a México. La canción alcanzó el número uno en el Top 100 mexicano y permaneció allí durante 3 semanas consecutivas. El álbum alcanzó el número cinco en la lista de álbumes mexicanos y fue certificado Oro; en consecuencia, el álbum fue nombrado uno de los cinco mejores álbumes de 2003 por Rolling Stone México.
Además de «Tus ojos», el álbum también generó otros dos éxitos entre los veinte primeros, «Suele pasar» y «Aun así te vas». Pasaron 2003 y 2004 en una gira de 100 conciertos por México promocionando el álbum. Tras el éxito de Cocktail, la gerencia de la compañía Universal Music México alentó a la banda a adoptar un sonido más comercial.  Volaron a Argentina para grabar su segundo álbum, pasando de la música electrónica a la electropop.

### 2005–2007:Dulce beat

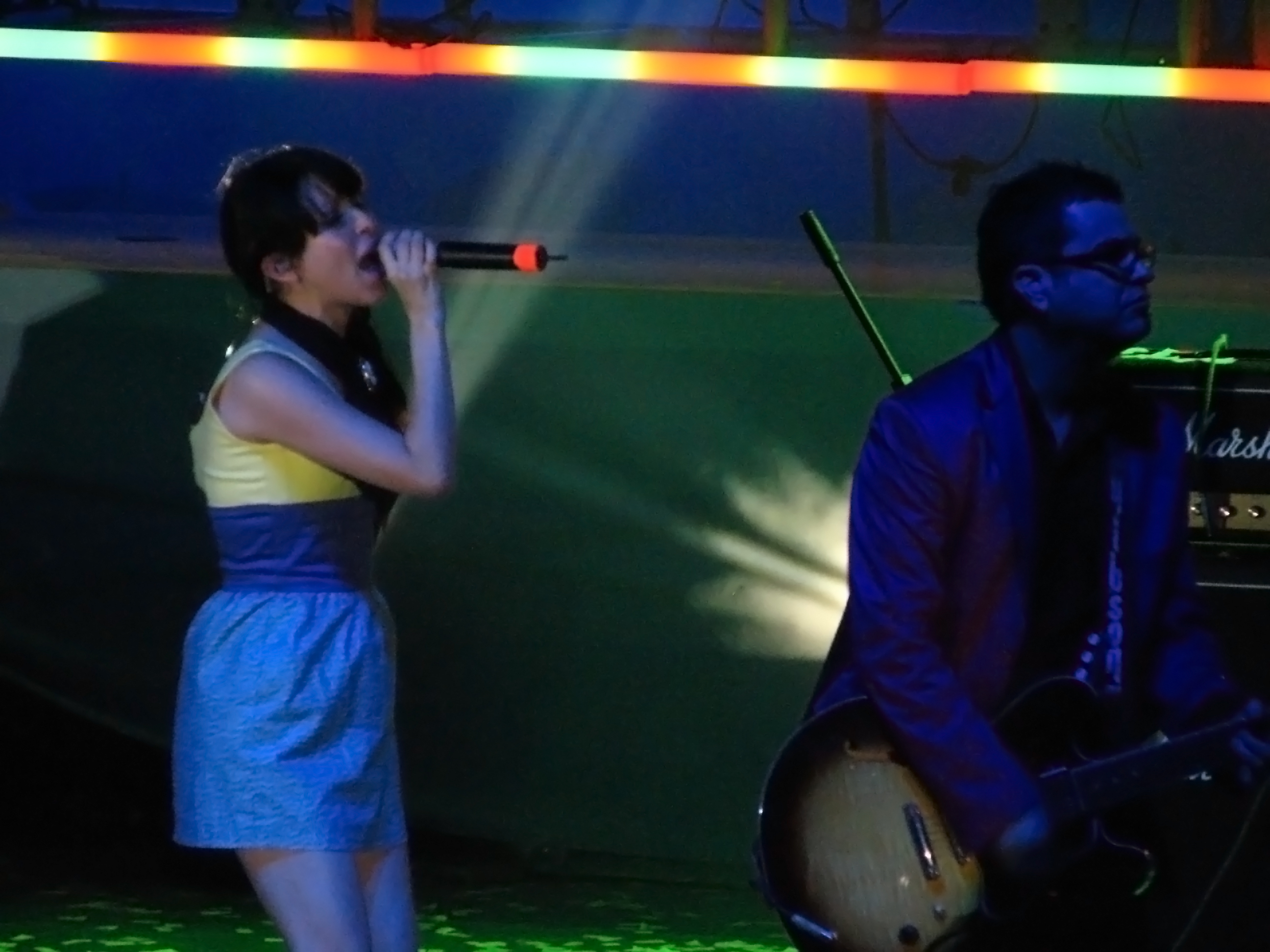
Belanova durante un concierto en 2006.

En 2005, Belanova lanzó su segundo álbum, Dulce beat, que ganó popularidad en el mercado de la música latinoamericana gracias en gran parte a las estaciones de televisión como MTV. El álbum fue lanzado el 21 de junio de 2005 en México, alcanzando el puesto número uno y manteniendo el lugar durante cuatro semanas no consecutivas. El álbum vendió más de 200,000 copias solo en México. El primer sencillo fue «Me pregunto», con un sonido similar al de Cocktail. El sencillo fue seguido poco después por «Por ti», mucho más basado en la música pop. Ambas canciones alcanzaron el número uno en México. «Rosa pastel» fue lanzado en julio de 2006 como el tercer sencillo. 
El cuarto sencillo, «Niño», se utilizó en promociones para Pizza Hut México. El éxito del álbum llevó a la sucursal latinoamericana de Disney a pedirle a la banda que grabara una versión en español de la canción «What I've Been Looking For» («Eres tú») para el lanzamiento de la banda sonora de High School Musical en América Latina.
El álbum tuvo mucho éxito en América Latina, con ventas de más de 500.000. Esto llevó al lanzamiento del primer álbum en vivo de la banda Dulce beat Live, que se convirtió en disco de oro en México solo unas horas después de su lanzamiento. El álbum incluye un conjunto de 16 canciones interpretadas en vivo en el Foro Expo en Guadalajara, Jalisco, México, el 10 de marzo de 2006. Una edición de lujo de Dulce beat, con varias versiones acústicas de canciones de los dos primeros álbumes de Belanova y una nueva grabación vocal de «Te quedas o te vas», también fue lanzado, titulado «Dulce Beat 2.0». 
El vídeo de Belanova «Por ti» rompió el récord de la mayoría de las semanas en el Top 20 de MTV México, llegando al número uno durante veintinueve semanas. Cuando el álbum fue lanzado en los Estados Unidos en la primavera de 2006, alcanzó el número cincuenta y nueve en la lista de los mejores álbumes latinos de Billboard y alcanzó los diez primeros en la lista de los mejores álbumes electrónicos. La banda obtuvo una nominación al Grammy por Mejor Álbum Vocal Pop de un Grupo o Dúo, pero perdió ante La Oreja de Van Gogh. Belanova se convirtió en la actuación mexicana más nominada en los MTV vídeo Music Awards 2006 de América Latina, además de haber ganado el premio Mejor Artista Norte.

### 2007–2009:Fantasía pop

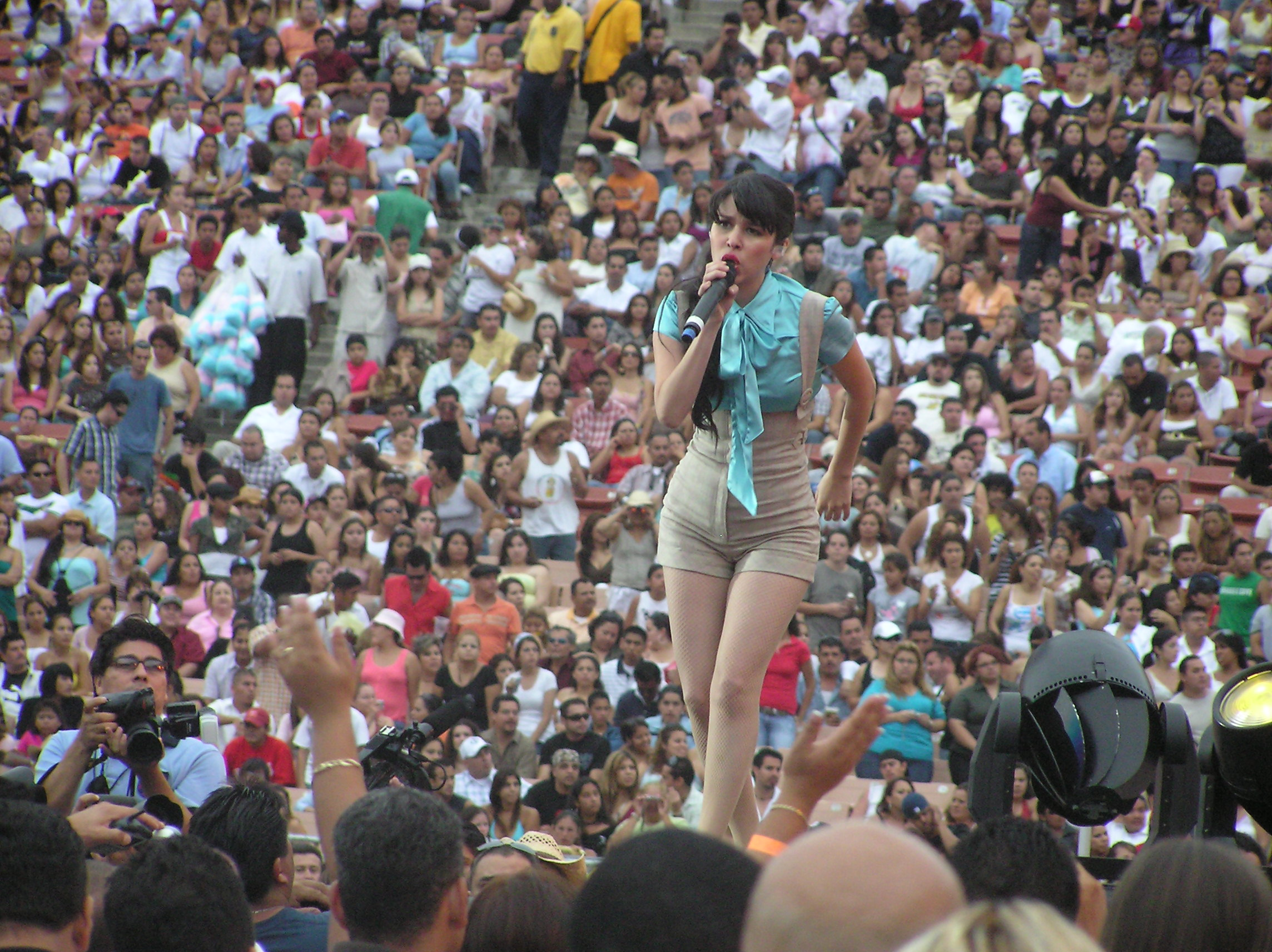
Denisse Guerrero en un concierto en vivo.

El tercer álbum de Belanova, Fantasía pop, presentó un movimiento más alejado del electropop y más hacia el pop. El álbum fue lanzado el 10 de septiembre de 2007 en México y América Latina, y el 11 de septiembre de 2007 en los Estados Unidos. El álbum fue grabado en Argentina. El primer sencillo, «Baila mi corazón», se estrenó el 2 de julio en la estación de radio mexicana Los 40 Principales. En julio de 2007, la banda firmó un contrato con Sony Ericsson México para lanzar el modelo W580 como una edición especial de Belanova, que incluía tres nuevas pistas del álbum, así como un vídeo musical y un juego de baile.
El 18 de agosto de 2007, la banda filmó el vídeo para el segundo sencillo de su álbum, «Toma mi mano». La canción fue incluida en la banda sonora de la película mexicana Hasta el viento tiene miedo y sirvió como sencillo promocional para la película. El 12 de septiembre de 2007, se informó que el álbum había vendido más de 50.000 copias en solo tres días en México, lo que le valió la certificación de oro de AMPROFON. La promoción para el tercer sencillo, «One, two, three, go!», comenzó en el verano de 2008. El sencillo recibió gran difusión entre las estaciones de radio pop mexicanas. El vídeo musical fue lanzado el 10 de julio y se estrenó en MTV. La banda fue nombrada como las más solicitada en México en 2008 con el sencillo «Cada que...» encabezando las listas de fin de año. «Paso el tiempo» fue lanzado como el sencillo final del álbum, coincidiendo con el lanzamiento del segundo álbum en vivo de la banda, Tour Fantasía Pop. 
El álbum trajo al grupo un mayor éxito en los mercados extranjeros. Recorrieron México, Iberoamérica y los Estados Unidos. Belanova fue nombrada Mejor Banda Nueva por Yahoo! España, después del lanzamiento del álbum a principios de 2008. «Baila mi corazón» alcanzó la cima de las listas de reproducción en España, pero las ventas de álbumes nunca despegaron. El álbum obtuvo la certificación de oro (Latin Gold) en los Estados Unidos después de vender más de 100.000 copias y la banda anunció su primera gira en ese país con 20 fechas. «One, two, three, go!» se presentó como Sencillo de la Semana gratuito en la tienda de música Apple, iTunes en los Estados Unidos, a partir de la semana del 29 de julio. El 23 de noviembre de 2008 ganaron un Grammy Latino por su álbum Fantasía pop. En septiembre de 2008, se anunciaron los nominados para Los Premios MTV Latinoamérica 2008, Belanova recibió el segundo mayor número de nominaciones junto con la banda argentina Babasónicos, con seis nominaciones cada una, justo detrás del cantante colombiano Juanes. Belanova fue la agrupación mexicana más nominada. La banda también fue nominada en las Lunas del Auditorio Nacional y los Grammy Latinos.

### 2010–2012:Sueño electro IyII

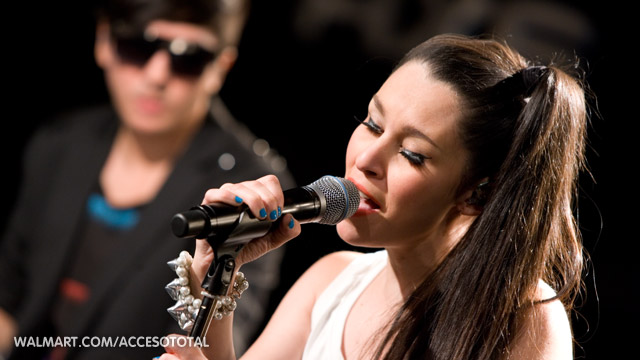
Belanova en la presentación de Sueño electro I en 2010.

Los álbumes de estudio cuarto y quinto se grabaron simultáneamente, pero se lanzaron por separado; Sueño electro I en 2010 y Sueño electro II en 2011. La banda llamó a Sueño Electro un «proyecto en varias partes» cuando se le preguntó sobre la importancia del número I en el título del primer lanzamiento. La vocalista Denisse Guerrero expresó que dividir el lanzamiento en dos partes le dio a la banda más libertad para experimentar en géneros fuera de su synthpop habitual. Sueño Electro I es el cuarto álbum de estudio de Belanova, nominado para el Grammy Latino en 2011 bajo Mejor Álbum Pop por un dúo o grupo.
Fue anunciado en la página de Twitter de la banda con una ventana de lanzamiento inicial para el otoño de 2010. Belanova declaró en varias entrevistas que el álbum presentaría varios estilos musicales, expresando que experimentaron con muchos instrumentos y sonidos nuevos, centrándose en gran medida en el proceso de producción y grabación. El álbum fue lanzado temprano en algunas áreas de México el 23 de octubre de 2010, y en el resto del país, así como en los Estados Unidos y América Latina, el 25 de octubre. Debutó en el número seis en el Top 100 de AMPROFON y en número nueve en la lista Billboard Top Álbumes Latinos, también llegaron a promocionar a Pronósticos, una empresa de lotería estatal mexicana.
Sueño electro II el quinto álbum de estudio. Presentó estilos musicales similares a los de su predecesor, y también experimentó con la música tradicional mexicana ranchera. Fue lanzado el 6 de septiembre de 2011 en todo México, Estados Unidos y América Latina, en formatos estándar y de lujo. Debutó en el número ocho en la lista Billboard Top Álbumes Latinos. En México, debutó en el número 20 en la lista Top 100 de AMPROFON.
Sueño electro I lanzó dos sencillos, el primero, «Nada de más», fue lanzado en línea y por radio el 2 de agosto de 2010. El vídeo musical se estrenó en televisión el 27 de septiembre de 2010. «No me voy a morir» pasó a convertirse en el segundo sencillo de Sueño Electro I a finales de 2010, y el vídeo musical se estrenó a principios del año siguiente. Mostró varios instrumentos nuevos para la banda, incluyendo una orquesta de cuerda y trompas francesas. En mayo de 2011, la banda anunció «Mariposas» como el primer sencillo de Sueño electro II. El segundo sencillo «Hasta el final» fue lanzado a fines de 2011, una canción inspirada en la música de mariachi.
Pasaron los últimos meses de 2010 haciendo una gira corta en varias ciudades de los Estados Unidos en apoyo de Sueño electro I. A principios de 2011, hicieron una gira breve en México y América Latina, especialmente como parte de The Pop Festival Tour de Shakira en Colombia y México. También expresaron interés en ramificarse en Europa y Asia. Una gira titulada Belanova Sessions comenzó en junio de 2010 para promocionar los álbumes de Sueño electro en todo México, Sudamérica y Estados Unidos. En abril de 2012, comenzó el Tour Sueño Electro II en los Estados Unidos. A finales de 2012, formaron parte de una corta gira con Moderatto.

### 2012-2014:Canciones para la luna
En febrero de 2012, durante la promoción para Diseñadores Internacionales de México, una convención de moda en la que estuvo involucrada Denisse Guerrero, mencionó a la prensa que Belanova había comenzado a trabajar en el seguimiento de los álbumes de Sueño Electro. En una entrevista con Terra TV, el grupo confirmó que habían comenzado a escribir y grabar nuevo material, centrándose en la música de baile. Por primera vez en su historia, la banda trabajó con otros músicos para escribir canciones para el álbum, incluido Jay de la Cueva de la banda mexicana Moderatto. Denisse Guerrero reiteró que el álbum es «un paso adelante y más orientado hacia el baile». La banda también confirmó que Armando Ávila es uno de los productores que trabajan en el nuevo álbum después de haber trabajado juntos en los álbumes de Sueño Electro.
Canciones para la luna se reveló como el título del álbum en una entrevista con El Universal en septiembre de 2013. El álbum en vivo se lanzó digitalmente el 8 de octubre de 2013 para su descarga gratuita en México en asociación con Pepsi. El álbum es una compilación de éxitos de álbumes pasados que con nuevos arreglos e interpretados junto a una sinfonía y músicos invitados. También presenta dos nuevas canciones interpretadas en vivo: «Juegos de amor» y «Solo dos». El álbum fue grabado ante una audiencia en vivo el 2 de septiembre en la Ciudad de México. Varias canciones grabadas en esta presentación no están incluidas en el lanzamiento digital. «Solo dos» fue lanzado como el primer sencillo el 8 de octubre y posteriormente saldría «No voy a parar» cómo segundo sencillo a dueto con Jay de la Cueva.

### 2016-2018:Viaje al centro del corazóny receso
Luego de tres años de estar alejados de la música, la banda dio un adelanto de su sexto álbum de estudio, como primer paso del trabajo de Viaje al centro del corazón, lanzaron el 11 de marzo de 2016 el sencillo «Cásate conmigo» el cual estuvo acompañado de un vídeoclip que fue publicado el mismo día en YouTube.
El disco fue lanzado el 15 de junio de 2018, casi dos años después desde la publicación del primer sencillo en 2016. Este álbum fue publicado después de 7 años desde su último álbum de estudio Sueño electro II publicado en 2011, y 5 desde su álbum en vivo Canciones para la luna de 2013. El disco se compone de 10 canciones. Acerca del nombre del álbum, la banda explicó: «Es un material que nos tocó mucho a nosotros como músicos y compositores, de repente esta impregnada esa dualidad en la que te expones en las canciones que vienen desde adentro, de esa introversión y es algo con lo que todos los artistas trabajamos mucho y le damos ese tratamiento con esas dos cosas distintas y a la vez las combinas y sacas un disco como este»
Para su promoción, realizaron firmas de autógrafo en la Ciudad de México. El sencillo «Nada es igual» fue publicado el 8 de febrero de 2018 al igual que un vídeo musical, posteriormente se lanzaría el tercer sencillo oficial titulado «Polaroid» publicado el 2 de agosto de ese mismo año acompañado también de un vídeoclip. La grabación de las canciones fue hecha en Estocolmo, Suecia en el estudio Soundtrade y contó con la participación de productores como Joel Isaksson y Oskar Nyman. En 2020 salieron rumores sobre una supuesta separación del grupo, ya que estuvieron ausentes prácticamente durante el 2019, no obstante Edgar Huerta (tecladista), confirmó que solo se trata de una pausa en sus carreras y pretendían regresar con un material nuevo como celebración de sus 20 años de trayectoria musical.

### 2024-presente: Vida en rosa y regreso a los escenarios
Belanova anunció su regreso a los escenarios tras casi seis años de ausencia. Su reaparición ocurrió en el Festival Bésame Mucho en Texas, marcando su primera presentación en vivo después de su retiro en 2018. También se presentaron en el Vive Latino 2024. No obstante, su presentación en Texas generó críticas en redes sociales. Diversos videos difundidos en línea llevaron a algunos usuarios a cuestionar la calidad vocal de Denisse Guerrero, la vocalista principal, y el desempeño del grupo en vivo. Entre las observaciones, se mencionó que Guerrero cedía el micrófono al público durante varias canciones, lo que fue percibido como una falta de interpretación. En su presentación del Vive Latino 2024, interpretaron varios de sus éxitos más reconocidos, como «Niño», «Rosa pastel» y una colaboración de «No me voy a morir» junto a Mon Laferte.
El retorno de la banda incluyó una gira nacional e internacional denominada Vida en rosa, que abarcó festivales y conciertos en diversas ciudades de México y Estados Unidos que comenzó el 2 de marzo de 2024 en Austin, Texas, y continuó con conciertos en San Jose, Miami, Nueva York, y otros lugares entre marzo y junio de 2024.
Durante una visita a Monterrey, donde Belanova ofreció un concierto como parte de sus presentaciones individuales, Denisse señaló que inicialmente no tenía intenciones de regresar a los escenarios ni a la música, afirmando que su retorno fue motivado por el aprecio hacia sus seguidores. En cuanto a la producción de nueva música, Guerrero dejó claro que no existían planes inmediatos para trabajar con la banda. Cada integrante estaba centrado en proyectos individuales y no se había retomado la creación de material conjunto desde el lanzamiento de Viaje al centro del corazón en 2018. Sin embargo, la vocalista no descartó por completo la posibilidad de futuras colaboraciones, indicando que podría haber proyectos con Édgar Huerta y Ricardo Arreola.

## Otros proyectos
La banda trabajó con Aleks Syntek en la canción «Laberinto», que aparece en el álbum de Syntek, Lección de vuelo, así como con la banda mexicana Moenia en la canción «Me equivoqué» de su álbum Solar. La banda participó en el segundo volumen de un álbum tributo a la banda mexicana Caifanes, que fue lanzado en 2011, grabando una versión de la canción «Viento». Belanova proporcionó música para una campaña publicitaria de televisión que promocionaba a Wella América Latina con anuncios televisivos que se emitieron tras el lanzamiento de su tercer álbum Fantasía pop.
En 2009, canciones como «Yo nunca vi televisión» y «Oye Tweety!» fueron grabados para la promoción del programa de televisión chileno 31 minutos y una campaña que involucra al personaje de dibujos animados Piolín. Durante los Juegos Olímpicos de verano de 2012 en Londres, Belanova (como parte de UMLE) se asoció con Coca-Cola, grabando una versión en español y un vídeo de la canción «Anywhere in the World» (llamada en español «Únete al movimiento») como parte de la campaña promocional. En 2014, Belanova participó en el álbum Dancing Queens: un tributo para ABBA interpretando una versión en español de «Chiquitita».

## Influencias
A través de entrevistas ellos han citado influencias de géneros musicales desde el Rock-pop al Techno, como por ejemplo ABBA,The Beatles, Daft Punk, New Order, The Cure, Fischerspooner, Prince y Pet Shop Boys.

## Integrantes

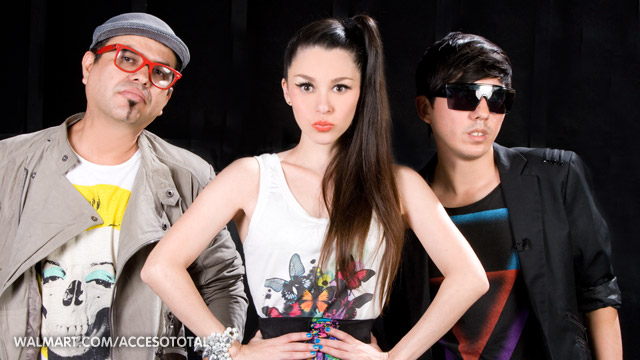
Richie, Denisse y Edgar

### Formación
- Denisse Guerrero - Voz (2000-2018)
- Ricardo Arreola - Bajo (2000-2018)
- Edgar Huerta - Teclado (2000-2018)

### Otros miembros
- Israel Ulloa - Batería (de gira)
- Richo Acosta - Guitarra (de gira)

## Discografía
| - 2003: Cocktail - 2005: Dulce beat - 2007: Fantasía pop - 2010: Sueño electro I - 2011: Sueño electro II - 2018: Viaje al centro del corazón | - 2006: Dulce Beat Live - 2008: Tour Fantasía Pop - 2013: Canciones para la luna |

## Giras
Giras musicales
- 2006: Dulce Beat Live[88]
- 2008: Tour Fantasía Pop[89]
- 2010: Tour Sueño Electro I[90]
- 2012: Tour Sueño Electro II[91]
- 2024: Vida en Rosa Tour

## Vídeografía

### vídeos musicales
| Año  | Canción                | Otro Artista(s) | Álbum                       |
| ---- | ---------------------- | --------------- | --------------------------- |
| 2003 | «Tus ojos»             | Ninguno         | Cocktail                    |
| 2003 | «Suele pasar»          | Ninguno         | Cocktail                    |
| 2004 | «Aun así te vas»       | Ninguno         | Cocktail                    |
| 2005 | «Me pregunto»          | Ninguno         | Dulce beat                  |
| 2005 | «Por ti»               | Ninguno         | Dulce beat                  |
| 2006 | «Rosa pastel»          | Ninguno         | Dulce beat                  |
| 2006 | «Eres tú»              | Ninguno         | Dulce beat                  |
| 2006 | «Niño»                 | Ninguno         | Dulce beat                  |
| 2007 | «Baila mi corazón»     | Ninguno         | Fantasía pop                |
| 2007 | «Toma mi mano»         | Ninguno         | Fantasía pop                |
| 2007 | «Cada que...»          | Ninguno         | Fantasía pop                |
| 2007 | «Paso el tiempo»       | Ninguno         | Fantasía pop                |
| 2008 | «One, two, three, go!» | Ninguno         | Fantasía pop                |
| 2010 | «Nada de más»          | Ninguno         | Sueño electro I             |
| 2010 | «No me voy a morir»    | Ninguno         | Sueño electro I             |
| 2010 | «Pow pow»              | Ninguno         | Sueño electro I             |
| 2011 | «Mariposas»            | Ninguno         | Sueño electro II            |
| 2011 | «Tic toc»              | Lena Katina     | Sueño electro II            |
| 2011 | «Hasta el final»       | Ninguno         | Sueño electro II            |
| 2012 | «Únete al movimiento»  | Ninguno         | Sin álbum                   |
| 2013 | «Solo dos»             | Ninguno         | Canciones para la luna      |
| 2014 | «Por ti»               | Ninguno         | Canciones para la luna      |
| 2014 | «No voy a parar»       | Jay de la Cueva | Canciones para la luna      |
| 2016 | «Cásate conmigo»       | Ninguno         | Viaje al centro del corazón |
| 2018 | «Nada es igual»        | Ninguno         | Viaje al centro del corazón |
| 2018 | «Polaroid»             | Ninguno         | Viaje al centro del corazón |

## Premios y nominaciones

### Premios
| Año  | Entrega            | Categoría                | Nominación             | Resultado | Ref.   |
| ---- | ------------------ | ------------------------ | ---------------------- | --------- | ------ |
| 2006 | Premios MTV        | Mejor artista revelación | Belanova               | Ganadores | [ 92 ] |
| 2008 | Premios Oye!       | Mejor grupo, español     | Belanova               | Ganadores | [ 93 ] |
| 2008 | Premios MTV        | Mejor artista norte      | Belanova               | Ganadores | [ 94 ] |
| 2008 | Premios MTV        | vídeo del año            | «One, two, three, go!» | Ganadores | [ 94 ] |
| 2008 | Los 40 Principales | Mejor artista México     | Belanova               | Ganadores | [ 95 ] |
| 2008 | Latin Grammy       | Mejor álbum pop          | Fantasía Pop           | Ganadores | [ 96 ] |

### Nominaciones
| Año  | Entrega            | Categoría                 | Nominación         | Resultado | Ref.    |
| ---- | ------------------ | ------------------------- | ------------------ | --------- | ------- |
| 2006 | Premios MTV        | Mejor artista pop         | Belanova           | Nominados | [ 97 ]  |
| 2006 | Premios MTV        | Artista del año           | Belanova           | Nominados | [ 97 ]  |
| 2006 | Premios MTV        | Mejor grupo o dúo         | Belanova           | Nominados | [ 97 ]  |
| 2006 | Grammy Latino      | Mejor álbum vocal pop     | Dulce beat         | Nominados | [ 98 ]  |
| 2007 | Grammy Latino      | Mejor artista alternativo | Belanova           | Nominados | [ 96 ]  |
| 2007 | Los 40 Principales | Artista México            | Belanova           | Nominados | [ 99 ]  |
| 2008 | Premios Oye!       | Álbum del año             | Fantasía pop       | Nominados | [ 100 ] |
| 2008 | Premios Oye!       | vídeo latino del año      | «Cada que...»      | Nominados | [ 100 ] |
| 2008 | Premios MTV        | Mejor grupo o dúo         | Belanova           | Nominados | [ 101 ] |
| 2008 | Premios MTV        | Fan club                  | Belanova           | Nominados | [ 101 ] |
| 2008 | Premios MTV        | Mejor artista pop         | Belanova           | Nominados | [ 101 ] |
| 2008 | Premios MTV        | Artista del año           | Belanova           | Nominados | [ 101 ] |
| 2008 | Premios Lo Nuestro | Mejor grupo o dúo         | Belanova           | Nominados | [ 102 ] |
| 2008 | Premios Lo Nuestro | vídeo del año             | «Baila mi corazón» | Nominados | [ 102 ] |
| 2008 | Premios Lo Nuestro | Álbum del año             | Fantasía pop       | Nominados | [ 102 ] |
| 2008 | Premios Lo Nuestro | Canción del año           | «Baila mi corazón» | Nominados | [ 102 ] |
| 2008 | Premios Latino     | Grupo latino del año      | Belanova           | Nominados | [ 103 ] |
| 2008 | Premios Billboard  | Mejor artista alternativo | Belanova           | Nominados | [ 104 ] |
| 2009 | Premios Billboard  | Tema pop airplay del año  | «Cada que...»      | Nominados | [ 105 ] |
| 2011 | Grammy Latino      | Mejor álbum pop           | Sueño Electro I    | Nominados | [ 106 ] |
| 2011 | MTV Europe         | Artista latinoamericano   | Belanova           | Nominados | [ 107 ] |
| 2011 | Los 40 Principales | Mejor Artista México      | Belanova           | Nominados | [ 108 ] |